# Maria-Theresien-Obelisk

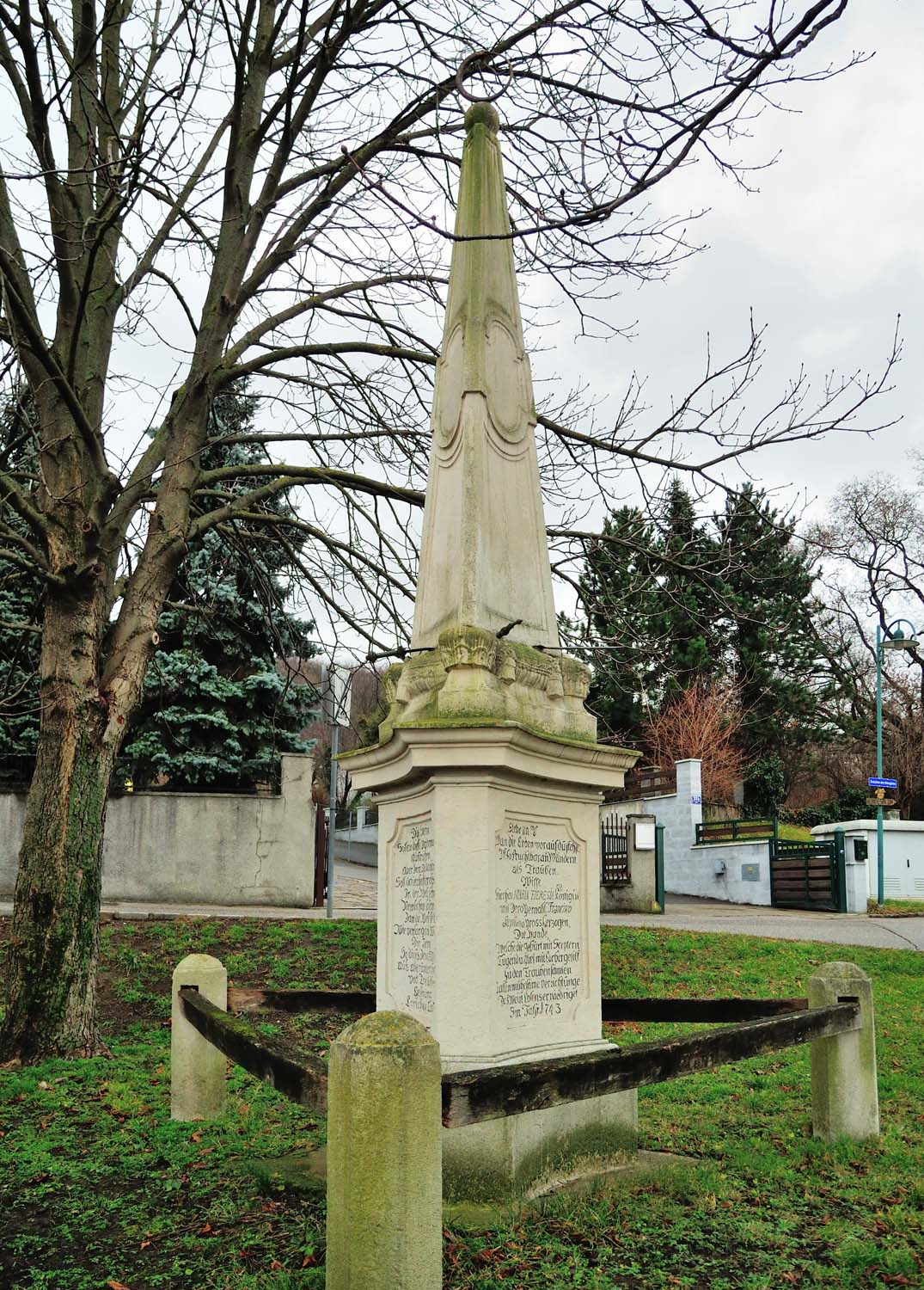
Maria-Theresien-Obelisk in Mannersdorf

Der Maria-Theresien-Obelisk steht in der Gemeinde Mannersdorf am Leithagebirge im Bezirk Bruck an der Leitha in Niederösterreich. Der Obelisk steht unter Denkmalschutz (Listeneintrag).

## Geschichte
Am 9. Oktober 1743 unternahm Maria Theresia in Begleitung ihres Gemahls Franz Stephan eine Reise zu ihrer ehemaligen Erzieherin Karoline von Fuchs-Mollard, welche bei Mannersdorf ein Schloss bewohnte. Am vierten Tag des Aufenthaltes am 12. Oktober 1743 beteiligte sich Maria Theresia mit Franz Stephan an einer Weinlese in Mannersdorf. Dem war vorausgegangen, dass Maria Theresia bei einer öffentlichen Fußwaschung an 12 armen alten Männern und 12 armen alten Frauen an einem Gründonnerstag in der Wiener Hofburg von der dort anwesenden alten Weinhauerin Wellischowitsch zur Weinlese nach Mannersdorf eingeladen worden war.

## Obelisk
Der dreiseitige Obelisk zeigt die Herrscherinsignien Krone, Zepter und Schwert. Zwei der drei Inschriften verweisen auf die Teilnahme von Maria Theresia mit Franz Stephan an einer Weinlese am 12. Oktober 1743.